# شهرستان ارناک (میشیگان)
شهرستان ارناک، میشیگان (به انگلیسی: Arenac County, Michigan) یک سکونتگاه مسکونی در ایالات متحده آمریکا است که در میشیگان واقع شده‌است.